# Suono naturale (singolo)
Suono naturale è un brano musicale composto da A. Capasso e C. Viti, pubblicato nel 2008 come primo singolo che anticipa l'omonimo album di debutto della cantautrice Ilaria Porceddu.